# گاروولین
گاروولین (به لهستانی:  Garwolin) یک منطقهٔ مسکونی در لهستان است که در شهرستان گاروولین واقع شده‌است. گاروولین ۲۲٫۰۸ کیلومتر مربع مساحت و ۱۶٬۷۱۰ نفر جمعیت دارد.